# Vila-real
Vila-real (kat. wym. [ˌvi.la.re.ˈal]; hiszp. Villarreal, wym. [ˌbi.ʎa.re.ˈal]) – miasto we wschodniej części Hiszpanii, we wspólnocie autonomicznej Walencji, w prowincji Castellón. W 2018 r. liczyło 50 577 mieszkańców, zamieszkałych głównie na terenach miejskich. Pod względem liczby ludności jest drugim miastem w prowincji i dziesiątym w regionie.
W mieście ma swą siedzibę klub piłkarski Villarreal CF.

## Historia
Miasto zostało założone w 1274 roku przez króla Aragonii Jakuba I (z tego powodu nazwano je „Vila-real”, co oznacza Miasto Króla) w celu jednorazowego zasilenia terenu odzyskanego od muzułmanów. Było ono położone strategicznie na starej rzymskiej drodze przez Auguste, 65 km do północnej części Walencji oraz blisko do miasta Burriana, gdzie w tamtym czasie panowali Muzułmanie. Oryginalna wioska, otoczona murami obronnymi, została rozszerzona o peryferie w XIV w., pod protekcja króla Walencji. W czasie XVI w., rolnicze tereny zaczęły rozwijać się i wzmacniać poprzez zwrócenie większej uwagi na nawadnianie suchych pól (wiercenie dołów, aby dostać się do wody itd.), co pomogło rozpocząć handel w dziedzinie agrokultury (XVII w.). Po katastrofalnym udziale miasta w hiszpańskiej wojnie w drugiej połowie XVIII w. początkowy przemysł, głównie we włókiennictwie, rozwinął się. W tym czasie miasto angażowało się w rozmaite bunty i wojny, które wstrząsnęły Hiszpanią. W XIX w. rozwinął się handel pomarańczami, co umożliwiło miastu na ogromne ekonomiczne postępy. Po Hiszpańskiej wojnie domowej w drugiej połowie XX w. zyski z handlu pomarańczami zostały przyznane poszczególnym przedsiębiorcom w celu budowania fabryk płytek ceramicznych. Ten typ przemysłu jest kontynuowany do dziś, a fabryki te zostały główną ekonomiczną działalnością miasta Vila-real.

## Gospodarka
Gospodarka Vila-real ewoluowała z powodu rozwoju miasta, postępującego eksportu pomarańczy oraz, w poprzednim wieku, ceramiki, co do tej pory przynosi miastu dochody.

## Turystyka
Zabytki
- Kościół Krwi
- Pustelnia Matki Boskiej
- Klasztor Carmen
- Kościół Arciprestal
- Bazylika mniejsza i klasztor klarysek Świętego Pascual Baylón

Inne obiekty
- Plac Główny (rynek)
- Średniowieczne mury miejskie
- Most Świętej Quiteria na Mijares
- Estadio de la Cerámica stadion klubu piłarskiego Villarreal CF

Święta
- 17 stycznia, święto św. Antoniego.
- 20 lutego, święto założenia miasta.
- 17 maja, święto św. Paschalisa Baylona
- 1 sierpnia/10 sierpnia, Uroczystości Świętej Wieży.

## Nazwa
Do roku 1982 miasto nosiło hiszpańską nazwę Villarreal de los Infantes. Dekretem Komisji Plenarnej Generalitat Valenciana z 15 listopada 1982 r. ustanowiono dwie równoległe nazwy, hiszpańską Villarreal oraz walencką (katalońską) Vila-real. Na mocy dekretu z 1 grudnia 2006 r. wyłączny status urzędowy nadano nazwie walenckiej.

## Miasta partnerskie
- Burriana, Hiszpania
- Vilanova i la Geltrú, Hiszpania
- Michalovce, Słowacja